# Marija Wassiljewna Trubnikowa

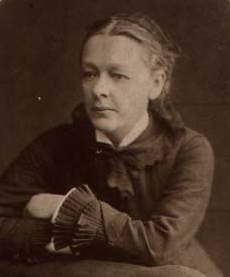
Marija Wassiljewna Trubnikowa im Jahr 1909

Marija Wassiljewna Trubnikowa, geborene Iwaschewa (russisch Мария Васильевна Трубникова, Geburtsname Ивашева; * 6. Januarjul. / 18. Januar 1835greg., in Petrowski Sawod; † 28. Apriljul. / 10. Mai 1897greg. in Tambow) war eine russische Publizistin, Frauenrechtlerin und Feministin.

## Leben
Marija, Tochter des verbannten Dekabristen Wassili Petrowitsch Iwaschew und seiner Frau Kamilla Petrowna geb. Le Dentu, konnte nach dem Tode ihrer Eltern 1841 mit höchster Genehmigung Kaiser Nikolaus I. mit ihrer Schwester Wera und ihrem Bruder Pjotr in Begleitung der Großmutter den Verbannungsort Petrowski Sawod ihres Vaters verlassen und in das Gouvernement Simbirsk reisen, wo die Kinder unter dem Familiennamen Wassiljew (entsprechend dem Vornamen des Vaters) bei der Schwester des Vaters Jekaterina Petrowna, Frau des Fürsten Chowanski, aufwuchsen. Mit Ukas von 1856 erhielt die Familie des Dekabristen Iwaschew ihren ursprünglichen Familiennamen und Adelsrang zurück.
Marija heiratete den Herausgeber und Redakteur des in St. Petersburg täglich erscheinenden Börsenanzeigers Konstantin Wassiljewitsch Trubnikow. Sie arbeitete in dem wöchentlichen Aktionärsjournal ihres Mannes (1858) und im Börsenanzeige (1863–1869) mit und leitete die Literaturabteilung, die Übersetzungen und Bibliografien.
Mit Nadeschda Stassowa gründete Marija 1860 in St. Petersburg die Gesellschaft für kostengünstige Wohnungen für Bedürftige unter dem Patronat des Großfürsten Michael Nikolajewitsch, in die die führenden Vertreter der Frauenbewegung eintraten. Die Gesellschaft wollte auch den Frauen für ihre Existenz intellektuelle Arbeit ermöglichen und dazu in Russland ein System der höheren Bildung für Frauen aufbauen. Marija und Nadeschda Stassowa wendeten sich dazu an Wissenschaftler und bedeutende Personen der Literatur. 1863 gründeten sie mit Anna Engelhardt die erste Frauenverlagsgenossenschaft. Bis zu ihrem Tode blieb Marija mit den Vertretern der Frauenbewegung in Frankreich, England, der Schweiz und Nordamerika in Verbindung. Sie beteiligte sich an Veröffentlichungen im Ausland. John Stuart Mill schickte ihr 1868 seinen Brief an die russischen Frauen: The Subjection of Women.
Im St. Petersburger Anzeiger setzte sich Marija 1869 mit N. S. Leskow über die Frauenfrage auseinander. Im Westnik Jewropy veröffentlichte Marija 1871–1884 Übersetzungen. In der Nowoje wremja gab sie 1876 Überblicke über den ausländischen Journalismus und übersetzte Belletristik. Schließlich arbeitete sie bei den durch J. Lwowa herausgegebenen Übersetzungen ausländischer Romane mit. Sie selbst übersetzte Werke der Naturkunde, Geschichte, Publizistik und Kinderliteratur.
Marija starb in Tambow und wurde auf dem St. Petersburger Nowodewitschi-Friedhof begraben.